# Disastro di Morgnano
Il disastro di Morgnano fu un incidente minerario avvenuto il 22 marzo 1955 nell'omonima frazione del comune di Spoleto, in un pozzo della locale miniera di lignite, parte delle miniere di Spoleto, di proprietà della società Terni, gestrice delle acciaierie ternane. Il numero definitivo fu di 23 vittime.

## Storia
L'incidente fu causato da una sacca naturale di gas compresso, il grisou, scaricatasi improvvisamente nel pozzo Orlando fino a saturarne l'aria. La situazione di pericolo si protrasse senza conseguenze solo per un breve lasso di tempo, durante il quale gli operai presenti nel sottosuolo ebbero la possibilità di effettuare una telefonata di soccorso in superficie, con cui chiedevano l'invio delle maschere di protezione antigas, non presenti nelle gallerie minerarie.
L'innesco della deflagrazione avvenne dopo circa 15 minuti dalla diffusione del gas, un tempo che rese inutile ogni tentativo di soccorso. L'esplosione causò la morte di 23 operai.
Il 22 marzo 2009, cinquantaquattresimo anniversario dell'incidente, nella località umbra è stato inaugurato il Museo delle miniere di Morgnano, inteso come luogo di memoria alla conoscenza del disastro.